# Gare de Prince George
La  gare de Prince George est la station de chemin de fer de la ville de Prince George en Colombie-Britannique. Elle est desservie par la ligne Jasper-Prince Rupert gérée par Via Rail Canada avec trois trains par semaine, dans chaque direction. La gare est créée en 1914 par la compagnie du Grand Tronc Pacifique comme étape à la traversée du Fraser par son nouveau chemin de fer transcontinental.

## Situation ferroviaire
La gare marque la jonction entre deux portions du chemin de fer transcontinental qui relie Winnipeg à Prince Rupert : la Fraser Subdivision et la Nechaco Subdivision. Elle se situe sur les rives sud de la Nechako et ouest du Fraser, au débouché du pont levant ferroviaire de Prince George. Sur la rive est du Fraser, les voies du transcontinental se connectent au chemin de fer de Colombie-Britannique (British Columbia Railways) qui relie Vancouver au nord de la province. 
|                                                                 |
| Le pont relevé laissant passer un bateau à roue à aubes (1914). |

| |
| Vue de Prince George montrant la gare, le pont ferroviaire et la connexion des lignes transcontinentale et provinciale . |

|                                                                           |
| Train du Canadien National reliant Prince Rupert à Jasper en gare (1971). |

## Histoire
La compagnie de chemin de fer du Grand Tronc Pacifique rachète une réserve indienne fin 1913 à la confluence du Fraser et de la rivière Néchako afin d'y construire une gare et une ville sur sa nouvelle ligne transcontinentale. La compagnie refuse en dépit des décisions de justice de construire des gares sur les deux villes voisines et concurrentes fondées par des spéculateurs immobiliers : Fort George et South Fort George créées respectivement en 1908 et 1906. Tous ces sites voisinent le poste de traite de la compagnie d'Hudson de Fort George, datant de 1807.
La ligne de Prince George à North Vancouver débutée en 1912 avec la création de la société de chemin de fer du Pacific Great Eastern (PGE) n'est achevée qu'en 1952. La société rachetée par la province en 1918 est renommée British Columbia Railway (BCR) en 1978.

## Service aux voyageurs
La gare gare se situe le long de la 1ère Avenue, à l'extrémité nord de la rue du Québec. Elle est ouverte les jours de départ des trains. Elle dispose de facilités pour les personnes handicapées.
La gare est desservie par la seule ligne Jasper - Prince Rupert trois fois par semaine dans les deux sens. L'arrêt dure la nuit entière. Elle est connectée au réseau de bus urbain BC transit de Prince George.